# Masato
Il masato è una bevanda elaborata a base di yuca (manioca), riso, mais o ananas. La sua preparazione consiste nel lasciare fermentare in una pentola acqua, panela e yuca per un tempo approssimativo di 8 giorni, finché la miscela generi una schiuma. Si aggiungono anche chiodi di garofano e cannella. Si può consumare accompagnato da mantecada.

## Colombia
In Colombia il masato è una delle bevande autoctone di largo consumo nei dipartimenti di Cundinamarca e Boyacá, benché la sua preparazione si sia estesa ad altre regioni interne del territorio, fino alla Costa Norte. Per la sua preparazione si usa generalmente la farina di riso, acqua, zucchero, chiodi di garofano e cannella. Oltre a questa preparazione base, esistono anche altre versioni con ananas e mais, che risultano più spesse. Durante gli ultimi anni si è diffusa anche la preparazione industriale.

## Perù
In Perù è una bevanda fermentata preparata tradizionalmente con yuca bollita, poi masticata e sputata in un recipiente, che viene poi mischiata con acquae si lascia riposare, affinché l'amido (polisaccaride) della yuca si trasformi in zucchero (disaccaride) per effetto degli enzimi contenuti nella saliva. Al termine del processo, gli zuccheri si convertono in alcol. Questo tipo di preparazione è diffusa nelle etnie amazzoniche, ma viene anche prodotta industrialmente tritando la yuca e aggiungendo lieviti per la fermentazione, facilitando così la diffusione.

## Venezuela
In Venezuela il masato è una bevanda autoctona di ampio consumo dello stato Táchira. Si prepara a partire dalla fermentazione del riso, chiodi di garofano, birra, zucchero e geranio, posti in un vaso di terracotta per tre giorni. Viene bevuto normalmente con pasticcini di yuca e si prepara tradizionalmente per natale, capodanno, pasqua o in agosto (specialmente nella città di Táriba, per il giorno della Vergine della Consolazione)